# Amtsgericht Belzig

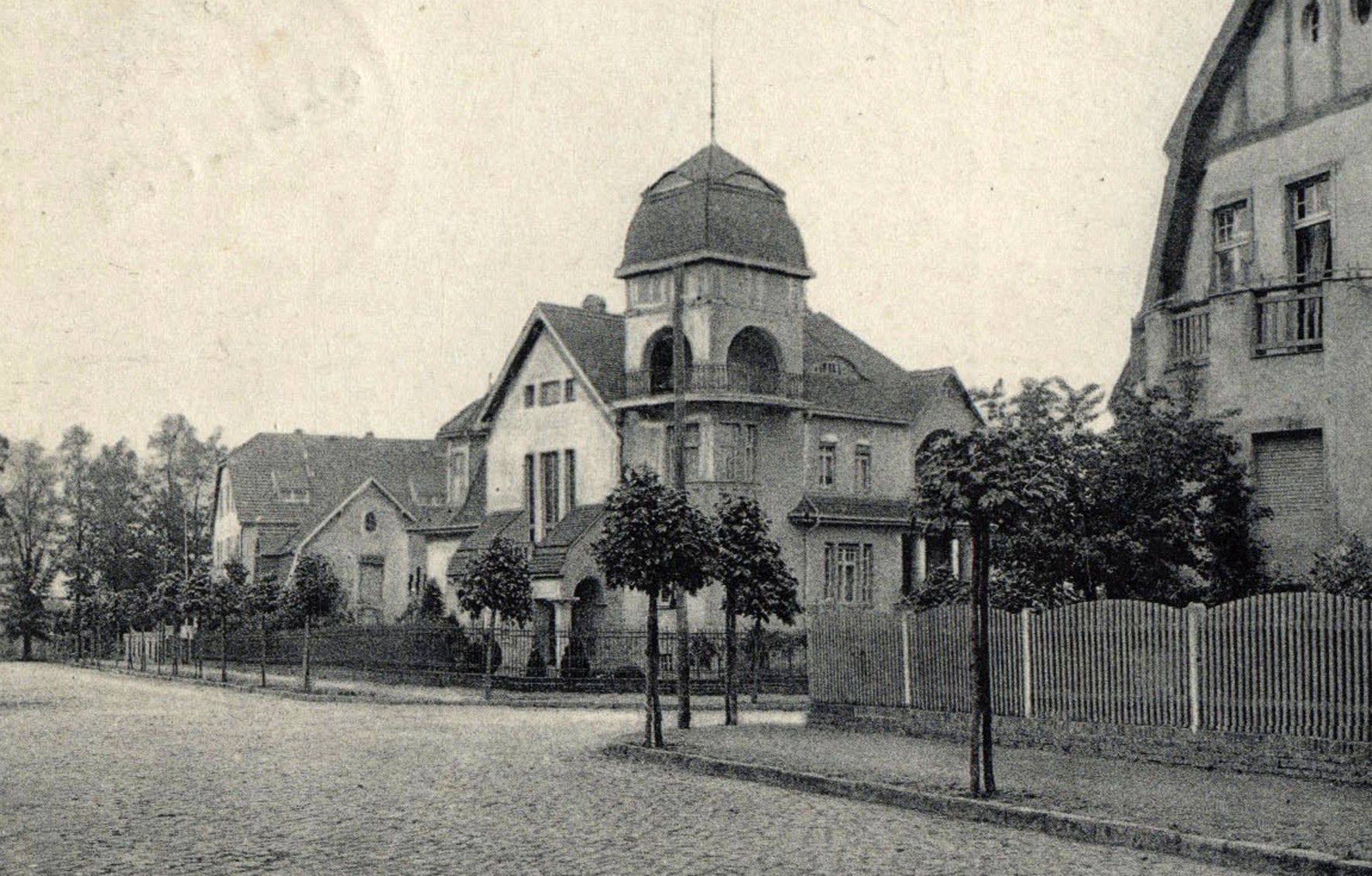
Amtsgerichtgebäude ab 1945

Das Amtsgericht Belzig war ein preußisches Amtsgericht mit Sitz in Belzig, Provinz Brandenburg.

## Geschichte
Belzig war bis 1849 Sitz des Königlichen Land- und Stadtgerichtes Belzig. Ab 1849 bestand das Kreisgericht Brandenburg. Für dieses war in Belzig eine Zweigstelle (Gerichtskommission) eingerichtet. Übergeordnet war das Kammergericht als Appellationsgericht. Im Rahmen der Reichsjustizgesetze wurden diese Gerichte aufgehoben und reichsweit einheitlich Oberlandes-, Land- und Amtsgerichte gebildet. Das königlich preußische Amtsgericht Belzig wurde mit Wirkung zum 1. Oktober 1879 als eines von elf Amtsgerichten im Bezirk des Landgerichtes Potsdam im Bezirk des Kammergerichtes gebildet. Der Sitz des Gerichtes war die Stadt Belzig. Sein Gerichtsbezirk umfasste den Landkreis Zauch-Belzig ohne die Teile, die den Amtsgerichten Beelitz, Brandenburg, Potsdam, Treuenbrietzen und Werder zugeordnet waren. Am Gericht bestanden 1880 zwei Richterstellen. Das Amtsgericht war damit ein mittelgroßes Amtsgericht im Landgerichtsbezirk. Gerichtstage wurden in Niemegk gehalten.
Zum 1. Juli 1951 wurden die Amtsgerichte Treuenbrietzen sowie Beelitz in Zweigstellen des Amtsgerichtes Belzig umgewandelt. Im Jahre 1952 wurden in der DDR die Amtsgerichte abgeschafft und stattdessen Kreisgerichte gebildet. Belzig kam zum Kreis Belzig, zuständiges Gericht war damit das Kreisgericht Belzig. Das Amtsgericht Belzig wurde aufgehoben. Mit dem Gesetz über die Neugliederung der Kreisgerichtsbezirke im Land Brandenburg (Brandenburgisches Kreisgerichtsbezirksgesetz – BbgKrGBG) vom 8. Dezember 1992 wurde das Kreisgericht Belzig mit Wirkung vom 1. Januar 1993 aufgehoben. Entsprechend entstand das Amtsgericht Belzig nicht neu.

## Sitz
Von 1945 bis 1952 nutzte das Amtsgericht die 1910 erbaute, denkmalgeschützte Villa des Eigentümers Rieckmann der Stärkefabrik (Bismarkstraße dann umbenannt zu Ernst-Thälmann-Straße 6).